# Poicephalus rufiventris
Il pappagallo panciarossa (Poicephalus rufiventris Rüppell, 1842) è un uccello della famiglia degli Psittacidi.

## Descrizione
Pappagallo che mostra dimorfismo sessuale: il maschio ha petto e ventre rosso-arancio, mentre la femmina li ha grigio-verde; si presenta con una taglia di 22 cm e con testa e dorso grigi, cosce e sottocoda verdi, becco nero, iride arancio e zampe grigie. I giovani sono simili alle femmine ma hanno le parti ventrali e la testa di colore arancio pallido. Sono censite due sottospecie:
- P. r. rufiventris (Rüppell, 1842) (sottospecie nominale);
- P. r. pallidus van Someren, 1922, con colorazione generale del piumaggio più pallida.

## Biologia
Predilige gli ambienti aridi delle savane, con pochi alberi, piccoli e poco frondosi e vive in coppie o in bande numericamente ridotte. Si tratta di un pappagallo confidente e curioso che adora le acacie come albero dormitorio e va a nidificare nei baobab, da gennaio a marzo, quando le fronde dell'albero aiutano a nascondere l'accesso al nido. La femmina depone normalmente 3 uova che vengono covate per 28-30 giorni. Si nutre di frutti, bacche, semi, piccoli insetti e larve. È molto goloso dei frutti della Cordia ovalis e non sa resistere al dattero della Balanites aegyptiaca.

## Distribuzione e habitat

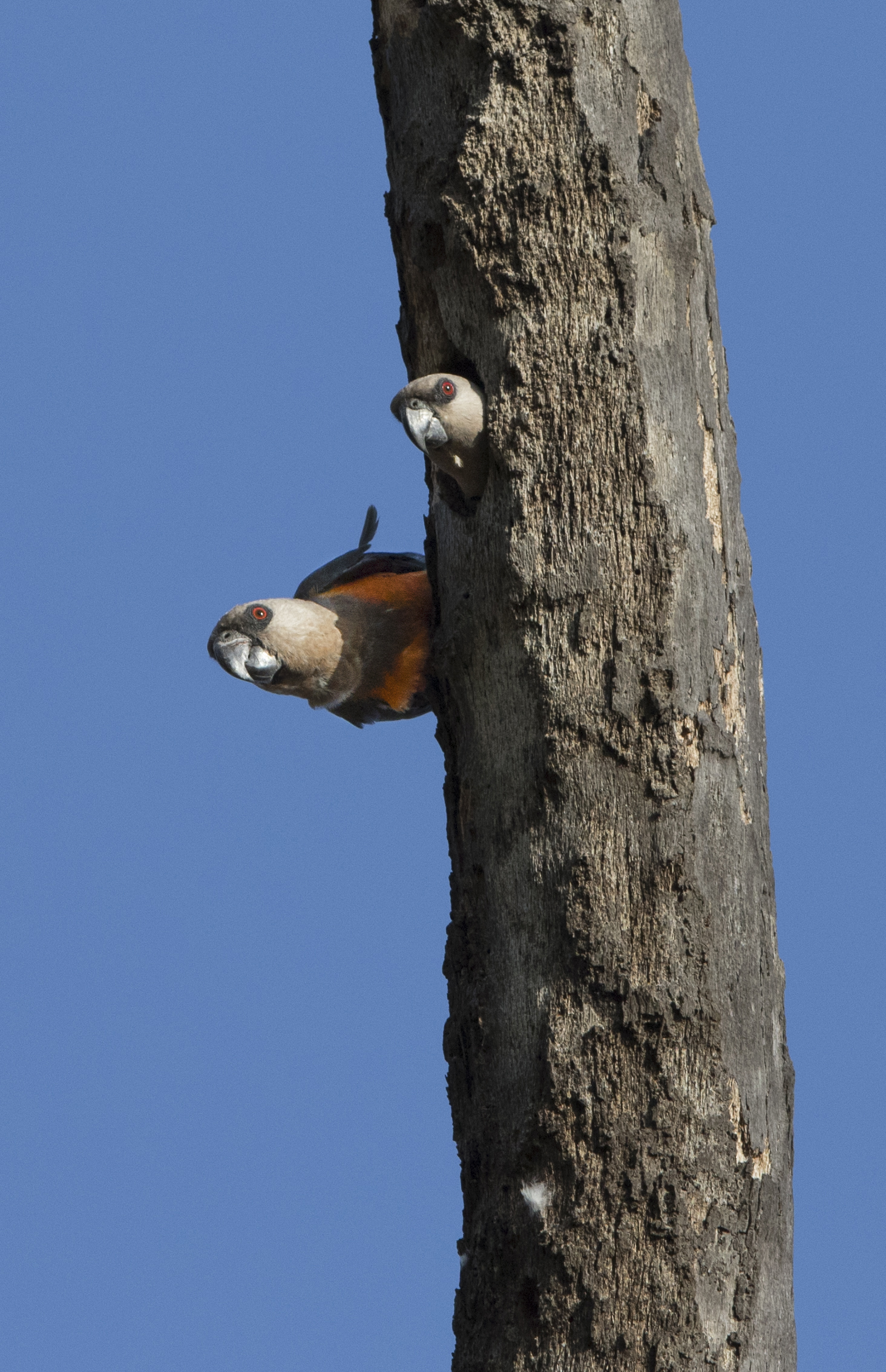
Poicephalus rufiventris, Riserva nazionale Samburu.

Vive nella fascia costiera della Somalia nord-occidentale ed è presente anche in Etiopia centrale, in Kenya e nel nord della Tanzania. Sembra essere abbastanza comune negli areali di distribuzione; in cattività esistono poche centinaia di individui, alcuni dei quali si riproducono con facilità nei centri specializzati e in pochi allevamenti privati.